# Desulfobulbus propionicus
Desulfobulbus propionicus (лат.) — грамотрицательная хемоорганотрофная бактерия класса дельта-протеобактерии, типовой вид рода Desulfobulbus. Известны три штамма этого вида, обозначаемые 1pr3T, 2pr4 и 3pr10. Это первая бактерия из выделенных в чистой культуре, способная осуществлять диспропорционирование элементарной серы на сульфат и сульфид.

## Этимология названия
Родовое название Desulfobulbus образовано от лат. de- — из, лат. sulfur — сера и лат. bulbus — луковица, то есть дословно «луковицеобразный восстановитель серы». Видовой эпитет propionicus дан по веществу, служащему донором электронов для этого организма, — пропионату.

## История открытия
Вид Desulfobulbus propionicus был назван Friedrich Widdel в 1981 году, описан им и Norbert Pfenning в 1982 году. Вид выделен из образцов анаэробной грязи из деревенских канав, прудов и морских террас илистого грунта в Германии. Все три штамма были выделены при помощи метода разбавления агара со встряхиванием на базальной среде с добавлением сульфата, минеральных солей, железа, рассеянных элементов, бикарбоната, сульфида и нескольких витаминов.

## Описание

### Морфология
Desulfobulbus propionicus — грамотрицательная бактерия, имеющая форму от эллипсоидальной до лимоновидной. Длина клеток составляет 1,0—1,3 мкм, ширина 1,8—2,0 мкм. Три штамма отличаются по форме, подвижности и наличию фимбрий (см. таблицу).
| Штамм | Форма           | Подвижность                  | Фимбрии |
| ----- | --------------- | ---------------------------- | ------- |
| 1pr3T | Лимоновидная    | Неподвижные                  | Есть    |
| 2pr4  | Яйцевидная      | Единственный полярный жгутик | Нет     |
| 3pr10 | Эллипсоидальная | Единственный полярный жгутик | Нет     |

### Метаболизм
Desulfobulbus propionicus — анаэробный хемоорганотроф. Она использует путь метилмалонил-КоА для сбраживания 3 молей пирувата до 2 молей ацетата и 1 моля пропионата. Этот вид использует пропионат, лактат, пируват и спирты из окружающей среды не только в качестве донора электронов, но и в качестве источника углерода. Водород используется только как донор электронов в присутствии углекислого газа и ацетата. Как и следует из названия, Desulfobulbus propionicus восстанавливает сульфат, сульфит и тиосульфат до сероводорода, однако не может восстанавливать элементарную серу, малат и фумарат. В отсутствие сульфата бактерия сбраживает этанол до пропионата и ацетата. В отсутствие акцептора электронов D. propionicus осуществляет реакцию диспропорционирования элементарной серы и воды на сульфат и сульфид. Штаммы 1pr3T и 3pr10 могут расти на минимальной среде только при добавлении витамина 4-аминобензойной кислоты, в то время как у 2pr4 нет подобных дополнительных требований. Кроме того, это единственный штамм из трёх, который может расти на бутирате как доноре электронов и источнике углерода, хотя и медленнее, чем на других субстратах.

### Геном
Геном секвенирован только у одного штамма Desulfobulbus propionicus, 1pr3T. Он был секвенирован в 2011 году. Геном штамма 1pr3T содержит 3851869 пар оснований и имеет GC-состав 58,93 %. В геноме предсказано 3408 генов, из которых 3351 кодируют белки. В геноме содержится 57 генов, кодирующих только РНК, и два оперона рРНК. Более того, в нём известно 68 псевдогенов, составляющих 2 % генома.

### Распространение и экология
Desulfobulbus propionicus населяет анаэробные пресноводные и морские донные осадки. В таблице ниже представлено распространение и местообитание штаммов Desulfobulbus propionicus.
| Штамм | Географическая локализация          | Местообитание   |
| ----- | ----------------------------------- | --------------- |
| 1pr3T | Линдхорт, Германия                  | Грязь из канавы |
| 2pr4  | Ганновер, Германия                  | Грязь из пруда  |
| 3pr10 | Бухта Яде, Германия (Северное море) | Морская грязь   |

Три штамма отличаются между собой по интервалу температур, оптимальной температуре, интервалу рН, оптимальному рН, а также необходимой концентрации NaCl. Эти отличия отражены в таблице:
| Штамм | Интервал температур, °C | Оптимальная температура, °C | Интервал рН | Оптимальный рН | Необходимая концентрация NaCl, г/л |
| ----- | ----------------------- | --------------------------- | ----------- | -------------- | ---------------------------------- |
| 1pr3T | 10—43                   | 39                          | 6,0—8,6     | 7,2            | меньше 15                          |
| 2pr4  | 10—36                   | 30                          | 6,6—8,1     | 7,2            | меньше 15                          |
| 3pr10 | 15—36                   | 29                          | 6,6—8,1     | 7,4            | больше 15                          |

## Таксономия
Вид Desulfobulbus propionicus включает три штамма: 1pr3T, 2pr4 и 3pr10. Все штаммы — грамотрицательные сульфатредукторы, спрособные расти исключительно на пирувате или лактате без каких-либо дополнительных источников углерода и электронов. Штамм 1pr3T отличается способностью к восстановлению сульфита и тиосульфата до сероводорода, нитрата до аммония, кроме того, у него имеются цитохромы b и c. Кроме того, этот штамм отличается от двух других по форме (заострённые концы у 1pr3T вместо закруглённых у остальных штаммов), подвижности (1pr3T неподвижен, а у бактерий двух других штаммов есть жгутик), а также наличию фимбрий (у двух других штаммов фимбрий нет).
По данным анализа 16S рРНК, пределах рода Desulfobulbus вид Desulfobulbus propionicus наиболее близок к виду Desulfobulbus elongatus (96,9 % идентичности последовательностей), чуть более дальним родственником является Desulfobulbus rhabdoformis, а виды Desulfobulbus mediterraneus и Desulfobulbus japonicas находятся на примерно одинаковой, третьей по близости степени родства.

## Применение
Desulfobulbus propionicus может служить биокатализатором в микробном электросинтезе. Микробный электросинтез — это использование электронов микроорганизмами для восстановления углекислого газа до органических молекул. Когда Desulfobulbus propionicus присутствует на аноде, то он окисляет элементарную серу до сульфата, что создаёт свободные электроны для электросинтеза. Свободные электроны движутся к организму, расположенному на катоде. Микроб, сидящий на катоде, использует энергию электронов, перенесённых от Desulfobulbus propionicus, для восстановления углекислого газа до органических молекул (например, ацетата). Использование микробного электросинтеза может быть полезным для химической промышленности и энергетики.